# Форте Монтањоло (Анкона)
Форте Монтањоло је насеље у Италији у округу Анкона, региону Марке.
Према процени из 2011. у насељу је живело 36 становника. Насеље се налази на надморској висини од 200 м.